# Bandera de Carolina del Norte

Bandera de Carolina de Norte de 1861.

La bandera de Carolina del Norte, o Estrella del Norte , es la bandera estatal del estado estadounidense de Carolina del Norte.

Que la bandera de Carolina del Norte estará compuesta por una unión azul, que contenga en el centro de la misma, una estrella blanca, con la letra N en dorado a la izquierda y la letra C en dorado a la derecha de dicha estrella, el círculo que contiene la misma deberá ser un tercio del ancho de la unión. El vuelo de la bandera se compondrá de dos barras con iguales proporciones; la barra superior será roja, la barra inferior será blanca; que la longitud de las barras horizontales serán iguales a la longitud perpendicular de la unión, y la longitud total de la bandera será un tercio más de su ancho. Que por encima de la estrella, en el centro de la unión habrá un pergamino dorado en forma semicircular, que contenga con letras negras esta inscripción: "20 de mayo 1775," y que, por debajo de la estrella deberá haber un pergamino similar que contenga en letras negras la inscripción: "12 de abril de 1776."

La legislatura estatal aprobó esta bandera. en marzo de 1885, para sustituir la bandera original estatal que había sido adoptada el 22 de junio de 1861, inmediatamente después del estado de secesión de la Unión el 20 de mayo de 1861. La zona roja de la antigua bandera fue sustituida por azul en memoria de la Bonnie Blue Flag, que fue utilizada como un símbolo de la secesión durante la guerra.
Lleva las fechas de la Declaración de independencia de Mecklenburg, (20 de mayo de 1775) y de la resolución de Halifax (12 de abril de 1776), documentos que colocan a Carolina del Norte en la vanguardia del movimiento de independencia de América. Ambas fechas también aparecen en el Gran Sello de Carolina del Norte.

## Simbolismo

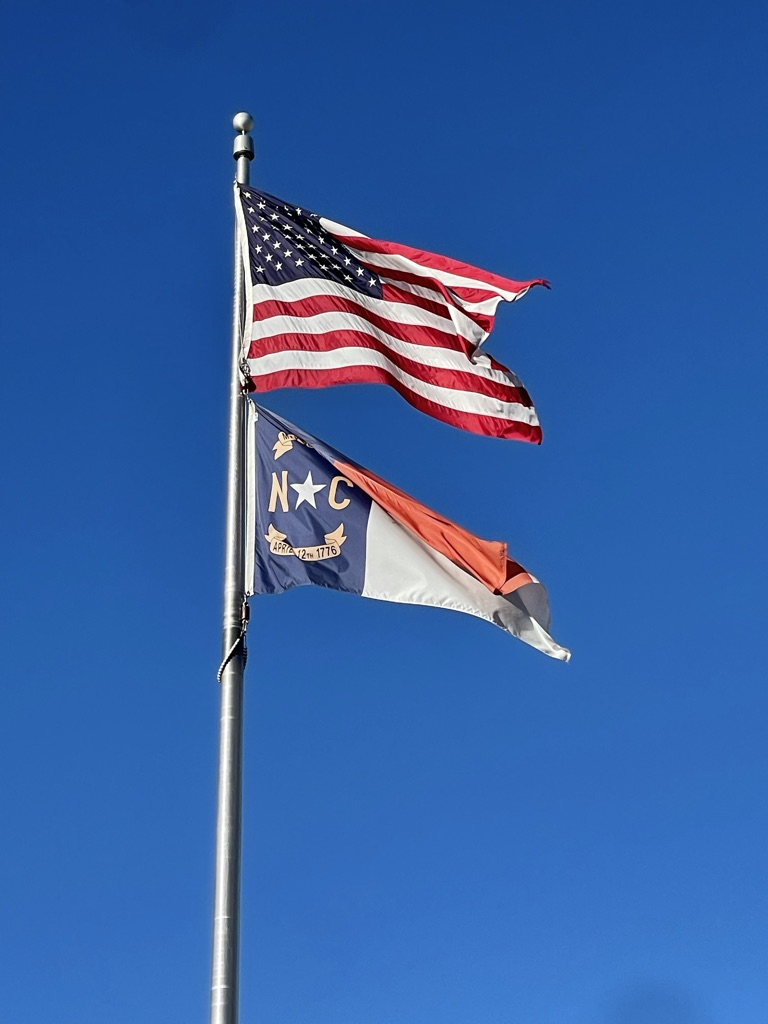
Bandera de los Estados Unidos por arriba de la bandera de Carolina del Norte

En ella se encuentran las fechas de la Declaración de Independencia de Mecklemburgo (20 de mayo de 1775) y de las Resoluciones de Halifax (12 de abril de 1776), documentos que sitúan a Carolina del Norte a la vanguardia del movimiento independentista estadounidense. Ambas fechas aparecen también en el Sello de Carolina del Norte.